# 北陸朝廷
北陸朝廷（ほくりくちょうてい）は、南北朝時代に南朝方武将の擁立や僭称により北陸に存在したと考えられる朝廷のことである。「北陸王朝」とも呼ばれる。

## 概略
建武の新政は3年で破綻。光明天皇を奉ずる足利尊氏と、新田義貞らに奉じられて比叡山に籠もる後醍醐天皇の睨み合いとなったが、尊氏は和議を申し入れ、後醍醐もこれに応じて比叡山を下り京都へ戻った。延元元年/建武3年10月10日（ユリウス暦1336年11月13日）のことだった。
しかし、後醍醐天皇に忠誠を尽くしてきた新田義貞はこれに反発。義貞配下の堀口貞満が後醍醐天皇に直接抗議し、後醍醐天皇は義貞に勅して皇子の恒良親王を奉じて北国へ下るよう命じた。その理由は、「朕京都へ出なば、義貞却て朝敵の名を得つと覚る間、春宮に天子の位を譲て、同北国へ下し奉べし。天下の事小大となく、義貞が成敗として、朕に不替此君を取立進すべし」というものである。そして三種の神器を恒良に与え、慌ただしく受禅の儀（皇位継承の儀式）を執り行った後、義貞は恒良を奉じて越前国敦賀へ落ち延びていった。以上の経緯は『太平記』巻17「立儲君被著于義貞事付鬼切被進日吉事」に記されている。これについて瀧川政次郎は『日本歴史解禁』で「「金甌無缺の国体」を護持せんとした明治の歴史家達は、この事実を否定せんとして太平記の措信すべからざるをことを強調したが（略）叡山で受禅があつたといふ太平記の記事は事実で、恒良親王が天皇として北陸に君臨せられたことは、終にこれを否認することができない」としている。また、これを踏まえ「一時は南朝・北朝・北陸朝の三朝が国内に鼎立してゐたのである」ともしている。
瀧川が『太平記』の記事は事実であるとする根拠に挙げているのは白河結城家に伝わる「白河文書」と加賀前田家に伝わる「得江文書」である。「白河文書」に見える白河結城氏2代当主・結城宗広に下された御書（「北陸朝廷の歴史資料「白河文書」」参照）には「越前国鶴賀の津に行幸ある所也」（原漢文）とあり、その打止めには「天気如此悉之以状」とあって、これが「全く綸旨の体」をなしていること。また「得江文書」には「白鹿二年」という私年号を用いた文書があることを挙げ、これらを根拠に「恒良親王が天皇として北陸に君臨せられたことは、終にこれを否認することができない」と結論付けている。
しかし、この時点で尊氏との講和に応じた後醍醐が義貞に対し徹底抗戦を命じたとは理解しにくいため、前述の『太平記』のエピソードは事実とは見なしがたい。後醍醐にしてみれば、恒良への譲位は尊氏との和睦に憤慨する義貞をなだめるために行った一時しのぎに過ぎなかった。
同年12月に後醍醐は京を脱出して吉野に入り、恒良に渡した神器は偽物であり自身が本物を所持しており、自身が正統な天皇であると主張し始める。これを契機に恒良発給の綸旨も消滅するため、恒良も一応は後醍醐の天皇在位を認め、自らの皇位継承は取り下げた模様である。結局、恒良の在位はわずか2ヶ月ほどしか続かず、北陸朝廷は幻に終わった。
自称天皇の一人・三浦芳聖は、尊良親王と、その継承者守永親王が北陸朝廷の天皇であり、自らがその子孫であると述べている。

## 新田義貞の北陸朝廷構想
新田義貞は後醍醐天皇の帰京を認める交換条件として、新天皇・恒良親王のもと越前国で抗戦を続ける意思を示し、これを認めさせた。越前国は、建武政権下において弟の脇屋義助が国司を、一族の堀口貞義が守護を務めたため、義貞が足利方と対峙する拠点を構築するのに適した国だった。当初、義貞は国府に入ろうとしたが、足利方が抑えていたため断念し、気比社大宮司の気比氏治に迎えられて敦賀に入った。
気比社の裏手の山上に築かれた金ヶ崎城を拠点とした義貞は、嫡子の義顕を越後国に下し、弟の義助を足利方が抑える越前国府の手前に位置する杣山城に遣わすよう指示した。義貞の当面の目的は、越前国府を攻略し、国内の足利方の武士・寺社を追討することで越前国を支配下に置くことであったはずであり、義助の杣山城派遣はその布石とみられる。一方、越後国は、建武政権下で義貞が上野国と共に国司として国務をとった国であり、新田氏の影響力が強く及んでいたことから、義顕を派遣することで同国の武士・寺社を動員しようとした。義貞はまた、陸奥国の武士に対して軍勢催促を行うほか、陸奥将軍府を率いる北畠顕家に対しても共同侵攻を提案しており、陸奥国の諸勢力とも連携しようとしていたことが知られる。これらのことから義貞は、越後・上野・陸奥国の諸勢力と連携しつつ越前国を制圧し、ここに恒良を頂点とした自立的な政治権力を樹立することを目指したと考えられる。
さらに義貞は後述の「白河結城文書」において、恒良の発給した命令書を「綸旨」、恒良の越前下向のことを、天皇の移動を表す「臨幸」と称している。これらのことから、少なくとも恒良自身とそれを支える義貞は、恒良の即位を認めていたのは確実といえる。義貞は、自身の認識としては確かに「天皇」を擁立していたのであり、義貞が越前国に構想した地域政治権力は「北陸朝廷」と呼ぶべきものだったといえる。
こうした義貞の政治構想は、建武政権下で国務の経験を積み、その実務を担う人材を登用して家政機関を整備したことを背景に、実現可能な具体策として発想されたものであった。独自の天皇を擁して行動を起こしたという点は、持明院統の天皇を擁立した足利尊氏と変わらない。だが、義貞の政治権力は、尊氏のそれに匹敵するような幕府権力に展開することは難しかった。鎌倉幕府の中枢から排除されていた新田氏は、足利氏のように政権運営および幕府制度の経験を蓄積することが出来なかった上に、北陸朝廷には政権運営の実務と幕府制度の運用を担った幕府奉行人の姿がみえないからである。さらに義貞の越前下向とほぼ同時期に、足利氏は越後国内にいる義貞配下の守護・目代等の攻撃を命じており、越後国との連携は未然に断ち切られた。
これらの事実から、尊氏は当初、北陸朝廷の存在をさほど脅威には感じていなかった。しかし、後醍醐が京から吉野へ逃れ、講和交渉が頓挫したことで、尊氏の認識は一変する。尊氏が大覚寺統の正統な天皇と認め、講和交渉の相手としたのは後醍醐だった。ところが金ヶ崎城に拠る「天皇」恒良はその後醍醐を相対化する存在だったため、後醍醐との講和が実現できていない現状において、尊氏はこれを大きな障害と認識した。また、古代以来北陸道方面の租税は、越前国の敦賀港で陸揚げされ、琵琶湖を経由して京へ運ばれた。北陸朝廷が敦賀港を押さえたため、今後、北陸方面からの年貢が京に入ってこなくなるという事態も憂慮された。よって、北陸王朝の速やかな打倒が、尊氏の喫緊の課題となった。
建武4年/延元2年（1337年）3月6日、足利方の攻撃の前に金ヶ崎城は落城した。このとき義貞は脱出できたが、恒良は捕えられて京へ護送され、後に毒殺されたという。恒良を失ったことで、北陸朝廷という義貞の政治構想は瓦解したが、金ヶ崎城落城直後の3月14日、義貞は越後国の南保重貞に対し、守護代に任じた佐々木忠枝に合力するように命じており、越後国で軍事活動を再開した。この頃、越後国では、宗良親王の子息の明光宮なる人物が足利方の追討に活動していた。田中大喜は、義貞が越後国で再起の第一歩を記したのは、明光宮と合流して彼を恒良に代わる権威として擁立し、地域的政治権力の再建を図ろうとしていたのかもしれないと推察している。しかし、実際に義貞が明光宮を擁立した形跡は確認できない。
結局、義貞は新たな権威を擁立することなく、越前国で軍事活動を再開した。この間、北畠顕家が義良親王を奉じて陸奥国から上洛しており、顕家軍には義貞の次子義興が加わっていた。義貞は顕家との合流を考えていたとみられるが、その目的は顕家と共に義良親王を擁立して越前国で地域的政治権力を再建することにあったという説がある。しかし、顕家との合流は失敗に終わり、義貞は閏7月2日に藤島の戦いで不慮の戦死を遂げた。

## 北陸朝廷の歴史資料「白河文書」
北陸朝廷の裏付け史料とされる「白河文書」は白河結城氏の家伝文書で「白河結城家文書」ともいう。延元元年（1336年）11月12日付けの「尊氏直義以下逆徒追討の事」という表題で、奥州にいた南朝忠臣の「結城上野入道館」（結城宗弘）あてに味方に馳せ参ずるように督促した綸旨で「左中将」（新田義貞）の名前で通達されている。
尊氏直義以下逆徒追討の事
```
先度被下綸旨了去月十日所有臨幸越前国鶴賀津也相
催一族不廻時刻馳参可令誅伐彼輩於恩賞者可依請
者天気如此悉之以状
延元々年十一月十二日
　　　　　　　　　　　　　　　左中将在判
　　結城上野入道館 
```

（書き下し文）
```
先度綸旨を下されおわんぬ。去月十日越前国鶴賀津に臨幸ある所なり。一族を相催し、時刻を廻らさず馳せ参じ、かの輩を誅伐せしむべし。恩賞においては請いによるべし。天気かくのごとし。これを悉せ、以て状す。
```

（口語訳）
```
尊氏・直義以下の逆賊を討伐することについて。先だって天皇がお命じになられた通りですが、重ねて綸旨を送ります。先月十日、天皇陛下は越前国の敦賀港（金ヶ崎城）へ臨幸されました。つきましてはあなたの一族を召集し、ただちに陛下の許へ馳せ参じ、逆賊どもを誅伐しなさい。恩賞についてはあなたのご希望の通り計らいましょう。
天皇陛下のご意志は以上の通りであります。これを尽くしなさい。よってお伝えいたします。 
```

延元2年（1337年）2月9日には、同じく「結城上野入道館」あてに味方に馳せ参ずるように督促した綸旨が、「右衛門督」（脇屋義助）の名前で通達されている。
```
度々被下綸旨了急相催一族可馳参者天気如此悉之
延元二年二月九日
　　　　　　　　　　　　　　右衛門督在判
　　結城上野入道館 
```

（書き下し文）
```
度々綸旨を下されおわんぬ。急ぎ一族を相い催し馳せ参ずべし。天気かくのごとし。これを悉せ。
```

（口語訳）
```
重ねて綸旨を下された。急いで一族を召集し馳せ参ずるべきである。天皇陛下のご意志は以上の通り。これを尽くしなさい。
```

いずれも「天気此くの如し」という天皇の意思を明記する文言があり、恒良親王が天皇として発給した綸旨であることがわかる。